# Atenció a la dependència a França
L'atenció a la dependència a França va ser establerta de manera explícita com a part del sistema de protecció social a la dècada dels noranta del segle xx. Açò va ser perquè el fenomen de la dependència funcional va rebre atenció per part dels legisladors estatals a la fi dels noranta.
Inicialment, la Llei de 24 de gener de 1997 creà una prestació específica per a les persones en situació de dependència funcional. Abans d'aquesta ajuda, estava l'assignació compensadora per a tercera persona. Aquesta prestació s'emmarcava al nivell assistencial. Aquesta característica implicava que el finançament d'aquesta quedava descentralitzat, cosa que provocaria desigualtats territorials entre els departaments.
El desembre de 1999, la ministra M. Aubry encarregà un informe sobre la prestació a la gent dependent. El maig de 2000, l'informa es va fer públic.
Com a reacció a aquests problemes, s'aprovà la Llei 2001-647, que establí la prestació personalitzada d'autonomia, en francès allocation personnaliséé d'autonomie (APA). Aquesta prestació va solucionar el problema malgrat que de manera difosa.
L'APA és un subsidi de solidaritat nacional dirigit a les persones d'edat avançada (majors de seixanta anys) que persegueix compensar la pèrdua de l'autonomia amb ajudes financeres. Es caracteritza per:
- Donar-se després d'avaluar el grau de dependència mitjançant un barem nacional.
- S'accedeix sense condició de recursos econòmics (graduant l'ajuda segons els ingressos del beneficiari).
- La gestió la fa el president del consell general de l'assemblea departamental.
- El finançament està repartit amb dos terços aproximats assumits pel departament i "la Caisse nationale de solidarité pour l'autonomie (CNSA), sufragada per 0,1 punts de la Contribution sociale généralisée i la Contribution de solidarité autonomie (en contrapartida d'una jornada de treball addicional no remunerada").

La Llei relativa a la solidaritat per a l'autonomia de les persones majors i dels discapacitats (30 de juny de 2004) va incloure un dia de treball addicional (com a Alemanya) i creà la Caisse nationale de solidarité autonomie, que rep contribucions del Fons de finançament de l'APA.
El 2004, el 6,7% dels majors de 60 anys rebien l'APA (865.000 persones). Un 59% vivien als seus domicilis i un 41% a institucions.